# ジモーネ
ジモーネ（伊: Zimone）は、イタリア共和国ピエモンテ州ビエッラ県にある、人口約400人の基礎自治体（コムーネ）。

## 地理

### 位置・広がり
| 隣接するコムーネは以下の通り。括弧内のTOはトリノ県所属を示す。 - チェッリオーネ - マニャーノ - ピヴェローネ (TO) - ロッポロ - ヴィヴェローネ |